# サル・フレリック
サルバトーレ・フレリック（Salvatore Frelick, 2000年4月19日 - ）は、アメリカ合衆国マサチューセッツ州レキシントン出身のプロ野球選手（外野手）。右投左打。MLBのミルウォーキー・ブルワーズ所属。

## 経歴

### プロ入り前
高校時代は野球と並行してアメリカンフットボールやアイスホッケーも行っていた。特にフットボールでは2017年にマサチューセッツ州のゲータレード年間最優秀選手賞を受賞しており、フットボール選手としてオファーを出した大学もあったが、これを断りボストンカレッジへ進学した。

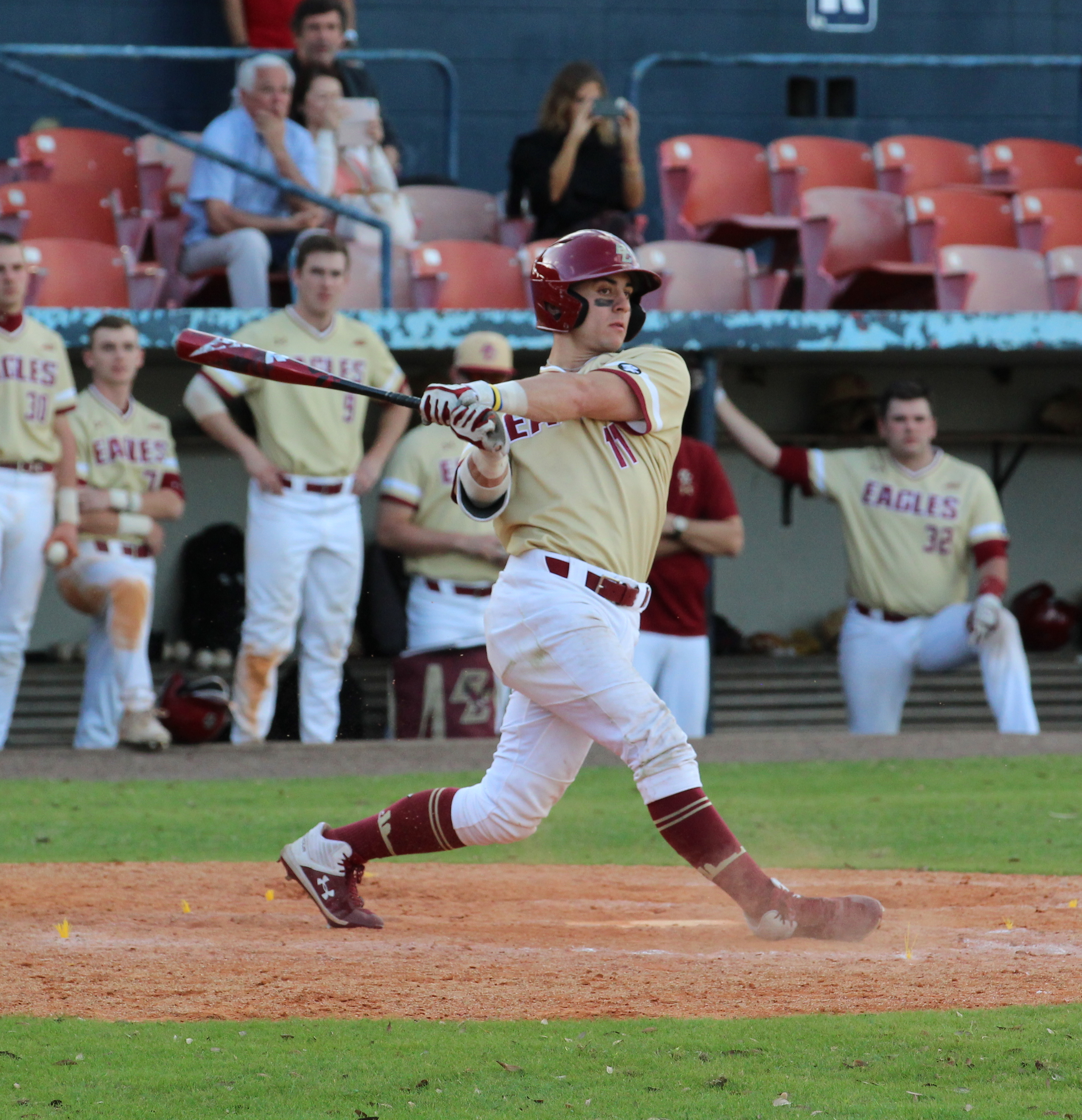
ボストンカレッジ時代
（2020年）

大学1年目の2019年は39試合に出場して打率.367、4本塁打、32打点の成績を記録し、オールACCセカンドチームとACCオールフレッシュマンチームに選出された。
2年目の2020年は15試合に出場して打率.241、2本塁打、4打点と前年から成績を落とした。この年は新型コロナウイルスの影響でシーズンが打ち切られた。
3年目の2021年は48試合に出場して打率.359、6本塁打、27打点の成績を記録。オールACCファーストチームに選出され、ACC年間最優秀守備選手賞を受賞した。

### プロ入りとブルワーズ時代
2021年のMLBドラフト1巡目（全体15位）でミルウォーキー・ブルワーズから指名されプロ入り。契約金は約400万ドル。傘下のルーキー級アリゾナリーグ・ブルワーズでプロデビューし、その後A級カロライナ・マドキャッツ、A+級ウィスコンシン・ティンバーラトラーズへ昇格。3チーム合計で35試合に出場して打率.329、2本塁打、21打点の成績を記録した。
2023年はシーズン開幕前の3月に開催された第5回WBCのイタリア代表に選出された。7月22日にメジャー昇格し、「6番・右翼手」で先発出場を果たした。57試合に出場して打率.246、3本塁打、24打点を記録した。
2024年のスプリングトレーニングの時点では三塁手としての起用が想定されていたが、中堅手候補であったギャレット・ミッチェルが骨折したため、外野手として起用され、ゴールドグラブ賞を初受賞した。

## 選手としての特徴
前述のように異種スポーツでも鳴らした身体能力を売りとしており、特に走力の評価が高い。小柄のためパワー不足だが、選球眼など他のツールで補う実戦型外野手である。

## 詳細情報

### 年度別打撃成績
| 年 度    | 球 団    | 試 合 | 打 席 | 打 数 | 得 点 | 安 打 | 二 塁 打 | 三 塁 打 | 本 塁 打 | 塁 打 | 打 点 | 盗 塁 | 盗 塁 死 | 犠 打 | 犠 飛 | 四 球 | 敬 遠 | 死 球 | 三 振 | 併 殺 打 | 打 率 | 出 塁 率 | 長 打 率 | O P S |
| -------- | -------- | ----- | ----- | ----- | ----- | ----- | -------- | -------- | -------- | ----- | ----- | ----- | -------- | ----- | ----- | ----- | ----- | ----- | ----- | -------- | ----- | -------- | -------- | ----- |
| 2023     | MIL      | 57    | 223   | 191   | 29    | 47    | 9        | 1        | 3        | 67    | 24    | 7     | 0        | 0     | 3     | 28    | 0     | 1     | 37    | 2        | .246  | .341     | .351     | .692  |
| 2024     | MIL      | 145   | 524   | 475   | 66    | 123   | 22       | 4        | 2        | 159   | 32    | 18    | 3        | 2     | 1     | 39    | 0     | 4     | 78    | 8        | .259  | .320     | .335     | .655  |
| MLB：2年 | MLB：2年 | 202   | 747   | 666   | 95    | 170   | 31       | 5        | 5        | 226   | 56    | 25    | 3        | 2     | 4     | 67    | 0     | 5     | 115   | 10       | .255  | .326     | .339     | .665  |

- 2024年度シーズン終了時

### WBCでの打撃成績
| 年 度 | 代 表    | 試 合 | 打 席 | 打 数 | 得 点 | 安 打 | 二 塁 打 | 三 塁 打 | 本 塁 打 | 塁 打 | 打 点 | 盗 塁 | 盗 塁 死 | 犠 打 | 犠 飛 | 四 球 | 敬 遠 | 死 球 | 三 振 | 併 殺 打 | 打 率 | 出 塁 率 | 長 打 率 |
| ----- | -------- | ----- | ----- | ----- | ----- | ----- | -------- | -------- | -------- | ----- | ----- | ----- | -------- | ----- | ----- | ----- | ----- | ----- | ----- | -------- | ----- | -------- | -------- |
| 2023  | イタリア | 5     | 24    | 23    | 3     | 7     | 3        | 0        | 0        | 10    | 4     | 1     | 0        | 0     | 0     | 1     | 0     | 0     | 2     | 0        | .304  | .333     | .435     |

### 年度別守備成績
| 年 度 | 球 団 | 三塁（3B） | 三塁（3B） | 三塁（3B） | 三塁（3B） | 三塁（3B） | 三塁（3B） |
| 年 度 | 球 団 | 試 合      | 刺 殺      | 補 殺      | 失 策      | 併 殺      | 守 備 率   |
| ----- | ----- | ---------- | ---------- | ---------- | ---------- | ---------- | ---------- |
| 2024  | MIL   | 2          | 2          | 0          | 0          | 0          | 1.000      |
| MLB   | MLB   | 2          | 2          | 0          | 0          | 0          | 1.000      |

| 年 度 | 球 団 | 左翼（LF） | 左翼（LF） | 左翼（LF） | 左翼（LF） | 左翼（LF） | 左翼（LF） | 中堅（CF） | 中堅（CF） | 中堅（CF） | 中堅（CF） | 中堅（CF） | 中堅（CF） | 右翼（RF） | 右翼（RF） | 右翼（RF） | 右翼（RF） | 右翼（RF） | 右翼（RF） |
| 年 度 | 球 団 | 試 合      | 刺 殺      | 補 殺      | 失 策      | 併 殺      | 守 備 率   | 試 合      | 刺 殺      | 補 殺      | 失 策      | 併 殺      | 守 備 率   | 試 合      | 刺 殺      | 補 殺      | 失 策      | 併 殺      | 守 備 率   |
| ----- | ----- | ---------- | ---------- | ---------- | ---------- | ---------- | ---------- | ---------- | ---------- | ---------- | ---------- | ---------- | ---------- | ---------- | ---------- | ---------- | ---------- | ---------- | ---------- |
| 2023  | MIL   | 1          | 1          | 0          | 0          | 0          | 1.000      | 30         | 48         | 1          | 0          | 1          | 1.000      | 40         | 46         | 3          | 0          | 0          | 1.000      |
| 2024  | MIL   | 24         | 26         | 0          | 1          | 0          | .963       | 25         | 48         | 0          | 0          | 0          | 1.000      | 106        | 195        | 6          | 2          | 1          | .990       |
| MLB   | MLB   | 25         | 27         | 0          | 1          | 0          | .964       | 55         | 96         | 1          | 0          | 1          | 1.000      | 146        | 241        | 9          | 2          | 1          | .992       |

- 2024年度シーズン終了時
- 各年度の太字はリーグ最高
- 各年度の太字年はゴールドグラブ賞受賞

### 表彰
- ゴールドグラブ賞（外野手部門）：1回（2024年）

### 背番号
- 10（2023年 - ）

### 代表歴

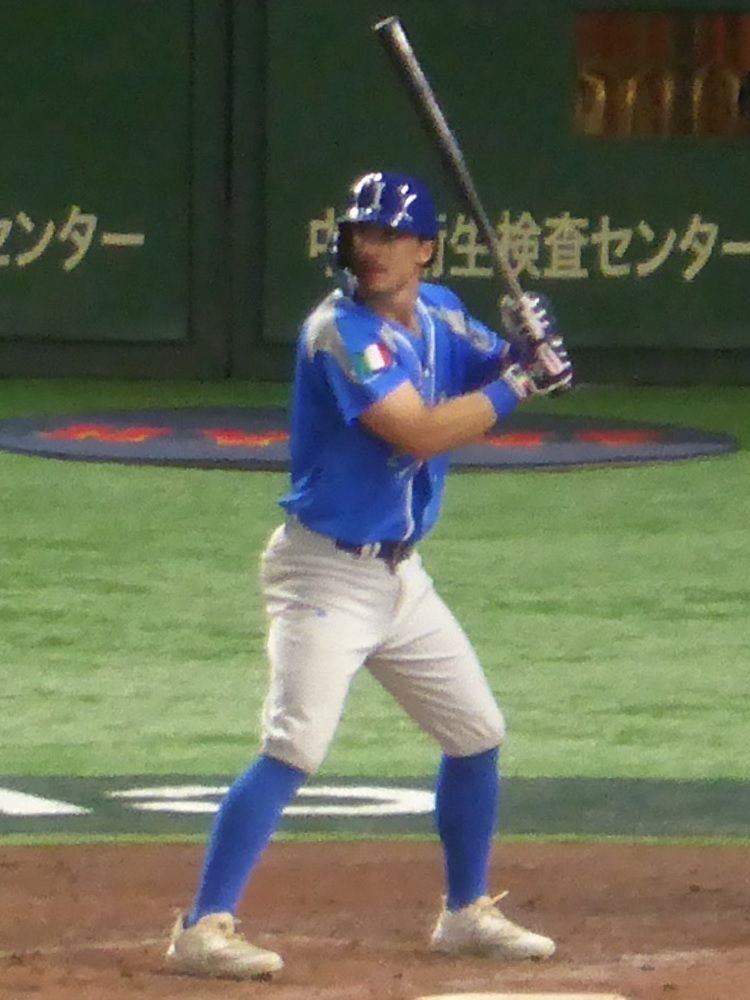
WBCイタリア代表（2023年3月16日、東京ドーム）

- 2023 ワールド・ベースボール・クラシック・イタリア代表